# Granja (Mourão)
Granja é uma povoação portuguesa sede da Freguesia de Granja do Município de Mourão, freguesia com 92,47 km² de área e 514 habitantes (censo de 2021), tendo, por isso, uma densidade populacional de 5,6 hab./km².
É atualmente uma das aldeias ribeirinhas do Alqueva ficando junto a um dos braços da barragem, a ribeira de Alcarrache.

## História
Em termos históricos pouco se sabe sobre a história desta freguesia, em grande parte devido às constantes pilhagens pelos espanhóis durante a guerra da restauração. No entanto existem referências desde o séc XIII a uma Granja do Hospital, administrada pela ordem religiosa dos Freires do Hospital.
Os Romanos e Árabes habitaram também esta região, tendo deixado como legado as pontes sobre os rios Alcarrache e Godelim, bem como várias chaminés mouriscas."

## Património
Entre o património da Granja salienta-se a Igreja Matriz que sobressai das restantes casas da aldeia. Construída no século XVI, de planta retangular e nave ampla, possui no seu interior pinturas de grande interesse. Salienta-se também a Igreja da Santa Casa da Misericórdia no centro da localidade.
- Igreja Paroquial de São Brás ou Igreja Paroquial de São Brás da Granja (do Hospital)
- Museu da Adega Cooperativa de Granja[3]

## Demografia
A população registada nos censos foi:
| Distribuição da População por Grupos Etários | Distribuição da População por Grupos Etários | Distribuição da População por Grupos Etários | Distribuição da População por Grupos Etários | Distribuição da População por Grupos Etários |
| -------------------------------------------- | -------------------------------------------- | -------------------------------------------- | -------------------------------------------- | -------------------------------------------- |
| Ano                                          | 0-14 Anos                                    | 15-24 Anos                                   | 25-64 Anos                                   | > 65 Anos                                    |
| 2001                                         | 103                                          | 78                                           | 352                                          | 213                                          |
| 2011                                         | 69                                           | 63                                           | 275                                          | 198                                          |
| 2021                                         | 50                                           | 51                                           | 234                                          | 179                                          |

## Economia
Na freguesia da Granja o setor primário emprega maior número de indivíduos, sobretudo em agricultura e olivicultura

## Festas
Todos os anos se realizam, na freguesia da Granja, festejos tradicionais:
- Festas em honra de S. Brás - No segundo fim de semana de Fevereiro, realizam-se as festas em honra de S. Brás padroeiro da freguesia.
- Festas em honra de São Sebastião - No segundo fim de semana de Setembro.

## Ligação externa
- http://www.agranja.com.pt